# ノースグレン (コロラド州)
ノースグレン（Northglenn）は、アメリカ合衆国コロラド州のアダムズ郡にある都市。人口は3万8131人（2020年）。州都デンバーの北20キロメートルに位置している。市域の一部はウェルド郡に入っている。

## 交通
デンバーと州間高速道路25号線で直結しており、通勤に便利な町である。市域の東部にデンバー地域交通局（RTD）のN線（en:N Line (RTD)）が通っており、車が無くても生活できる。

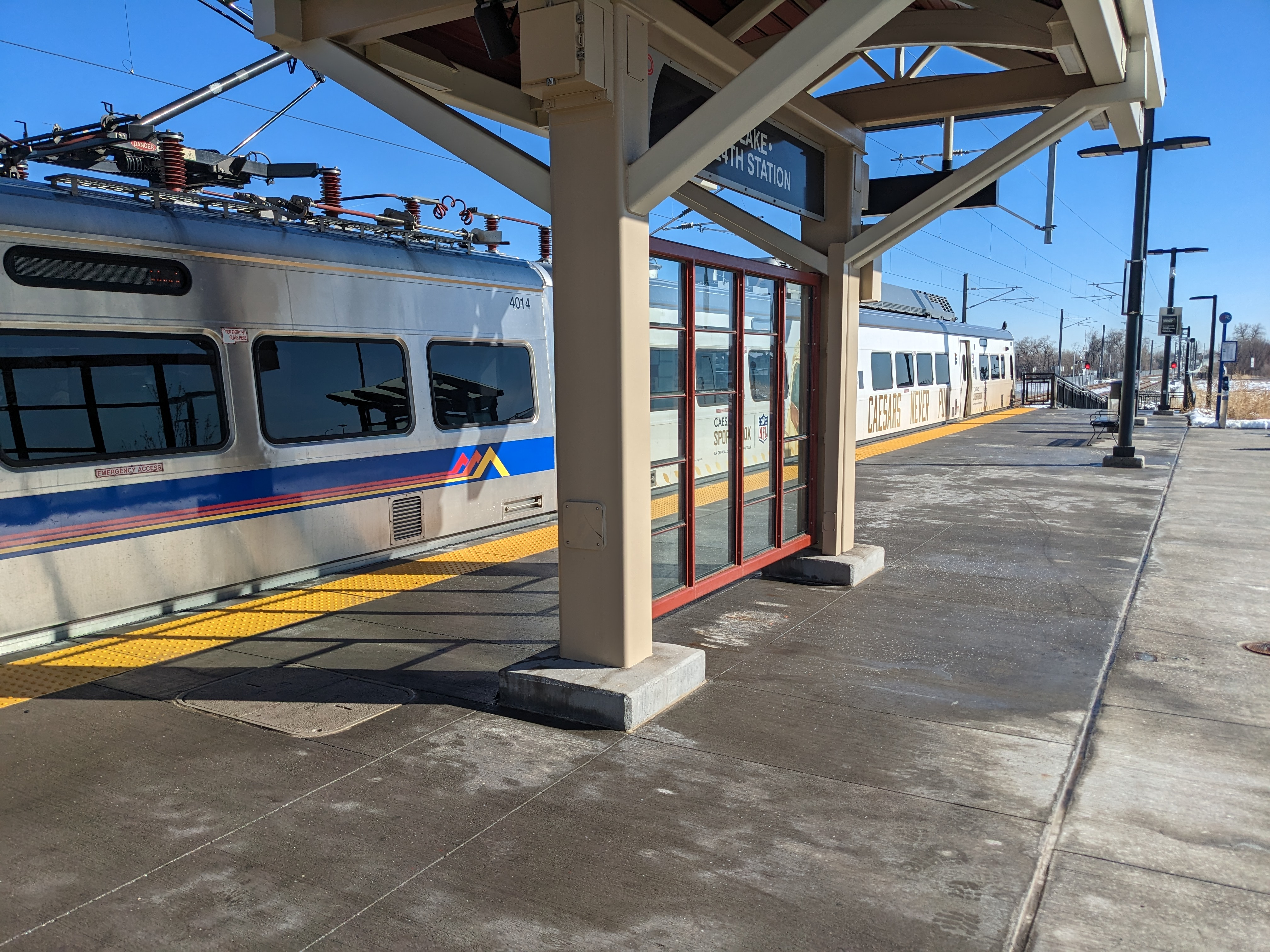
124番駅